# Водоток (село)
Водоток (укр. Водоток) — село в Краснодонском районе Луганской области Украины. Де факто — с 2014 года населённый пункт контролируется самопровозглашённой Луганской Народной Республикой. Входит в Давыдо-Никольский сельский совет.

## География
Соседние населённые пункты: сёла Новокиевка и Пархоменко на севере, Огульчанск, Хрящевка и Пионерское на северо-западе, Лысое на западе, Белоскелеватое на юго-западе, Габун и Липовое на юге, Радостное на юго-востоке, Ивановка и Давыдо-Никольское на востоке, Кружиловка и Хорошилово на северо-востоке.

## Общие сведения
Занимает площадь 1,699 км². Почтовый индекс — 94462. Телефонный код — 6435.  Код КОАТУУ — 4421483002.

## Население
Население по переписи 2001 года составляло 67 человек.

## Местный совет
94460, Луганская обл., Краснодонский р-н, с. Давыдо-Никольское, ул. Комсомольская, д. 1а.